# 구가촌 (이바라키현)
구가촌(久賀村)은 이바라키현 쓰쿠바군에 일찍이 존재했던 촌이다. 현재의 도리데시 북동부, 쓰쿠바미라이시 남동부에 해당한다.

## 역사
- 1889년 4월 1일 - 정촌제 시행에 수반해 기타소마군 구가촌이 성립하였다.
- 1955년 2월 21일 - 소마정, 다카스촌의 분립, 로쿠고촌과 합병해, 후지시로정이 성립 또는 이나촌에 편입해, 동일 다카스촌이 소멸하였다.